# 李书茂
李书茂（1914年—1993年），中国人民解放军将领、中国人民解放军开国少将。
1955年，授予中国人民解放军少将。1955年5月至1970年2月，任兰州军区参谋长，1965年1月至1977年12月，任兰州军区副司令员。